# Axel Norbeck
Karl Axel Georg Norbeck, född 20 februari 1891 i Nottebäcks församling, Kronobergs län, död 14 november 1973 i Degeberg, Norra Åkarps församling, Kristianstads län, var en svensk lärare och översättare. 

## Biografi
Norbeck, som var son till Jacob och Mathilda Norbeck, avlade folkskollärarexamen 1919, verkade som folkskollärare i Göteborg från 1919 och var tillika bibliotekskonsulent vid Göteborgs folkskolor från 1928. Han var, på uppdrag av Skolöverstyrelsen och Sveriges allmänna folkskollärareförening, föreläsare och kursledare vid fortbildningskurser för lärare, bland annat vid fjortonde nordiska skolmötet i Stockholm 1935, bibliotekskonferensen i Köpenhamn 1936, sommarkurs för lärare på Åland 1937, nordiska lärarkursen i Göteborg 1937 samt i Kristinestad 1939. Han var ledamot av Dicksonska stiftelsens biblioteksnämnd från 1932. Han skrev artiklar i Skola och Samhälle, Pedagogiskt Forum och andra tidskrifter samt redigerade skolbiblioteksavdelningen i Skola och Samhälle 1932–1935.
När Richters förlag 1948 började utge serietidningen Kalle Anka & C:o rekryterades Norbeck som översättare, något han kom att fortsätta med så länge Richters var utgivare av tidningen. I sin stridsskrift mot serietidningarnas våld Barn - serier – samhälle (Folket i bild, 1954) har Nils Bejerot huvudsakligen vänliga ord till övers för Kalle Anka & C:o och berömmer Norbecks insats; tidningen sägs vara ”briljant översatt till genialt svenskt talspråk”.
Han gifte sig 1921 med Karin Nykvist, med vilken han fick två barn, födda 1924 och 1930.

## Skrifter (urval)
- Göteborgs folkskolebibliotek (1932)
- Skolbiblioteket och undervisningen (Geber, 1935)
- Modern svensk skönlitteratur: antologi för ungdom (Natur och kultur, 1941)
- Några praktiska metoder för skolbibliotekets utnyttjande i undervisningen (1935)
- Modern svensk skönlitteratur En antologi för ungdom 1-2 (1940)

## Översättningar (urval)
- Jacob Grimm: Bröderna Grimms sagor (Kinder- und Hausmärchen) (urval och bearbetning) (Natur och Kultur, 1946)
- H.C. Andersen: Sagor (urval och bearbetning) (Natur och kultur, 1948-1949)
- Tusen och en natt (textred.) (Wezäta, 1949-1950)
- Walt Disney's serier (översättning och bearbetning). 1954-1956
- Walt Disney: Svärdet och rosen (red och bearb.) (Richter, 1954)
- Walt Disney: En världsomsegling under havet (red och bearb.) (Richter, 1955)
- Walt Disney: Bäverdalen (Beaver Valley) (Richter, 1956)
- Walt Disney: Det afrikanska lejonet: en sannsaga om djurens konung (African lion) (Richter, 1956)
- Carl Barks: Walt Disney's Carl Barks samlade verk. Vol. 3-5, 7-11, 13-15, 21 (Egmont Kärnan, 2005-2007)